# Municipio de St. Bridget
El municipio de St. Bridget (en inglés: St. Bridget Township) es un municipio ubicado en el condado de Marshall en el estado estadounidense de Kansas. En el año 2010 tenía una población de 173 habitantes y una densidad poblacional de 1,88 personas por km².

## Geografía
El municipio de St. Bridget se encuentra ubicado en las coordenadas 39°56′59″N 96°16′43″O / 39.94972, -96.27861. Según la Oficina del Censo de los Estados Unidos, el municipio tiene una superficie total de 91.86 km², de la cual 91,79 km² corresponden a tierra firme y (0,08 %) 0,08 km² es agua.

## Demografía
Según el censo de 2010, había 173 personas residiendo en el municipio de St. Bridget. La densidad de población era de 1,88 hab./km². De los 173 habitantes, el municipio de St. Bridget estaba compuesto por el 98,27 % blancos, el 0,58 % eran afroamericanos y el 1,16 % eran de una mezcla de razas. Del total de la población el 1,16 % eran hispanos o latinos de cualquier raza.